# سیارک ۲۶۲۳۵
سیارک ۲۶۲۳۵ (به انگلیسی: 26235 Annemaduggan، نامگذاری:1998QU18)۲۶۲۳۵مین سیارک کشف شده‌است که در ۱۷ اوت ۱۹۹۸ کشف شد.